# Gestreepte zeebaars
De gestreepte zeebaars (Morone saxatilis - syn. Pomatomus squid, rotsbaars, groenkop, in Amerika: striper, squidhound) is een straalvinnige vis uit de familie van Moronidae en behoort derhalve tot de orde van baarsachtigen (Perciformes). De vis kan een lengte bereiken van 200 cm. Een van de meest gevangen en gegeten vissen met een gewicht van soms 56 kilo. De hoogst geregistreerde leeftijd is 30 jaar.

## Leefomgeving
Deze baars komt zowel in zoet als zout water voor. Ook in brak water is de soort waargenomen. De vis prefereert een gematigd klimaat en leeft hoofdzakelijk in de Atlantische Oceaan. De diepteverspreiding is 0 tot 30 m onder het wateroppervlak.

## Relatie tot de mens
De gestreepte zeebaars is voor de visserij van beperkt commercieel belang. In de hengelsport wordt er weinig op de vis gejaagd.